# Police fluviale

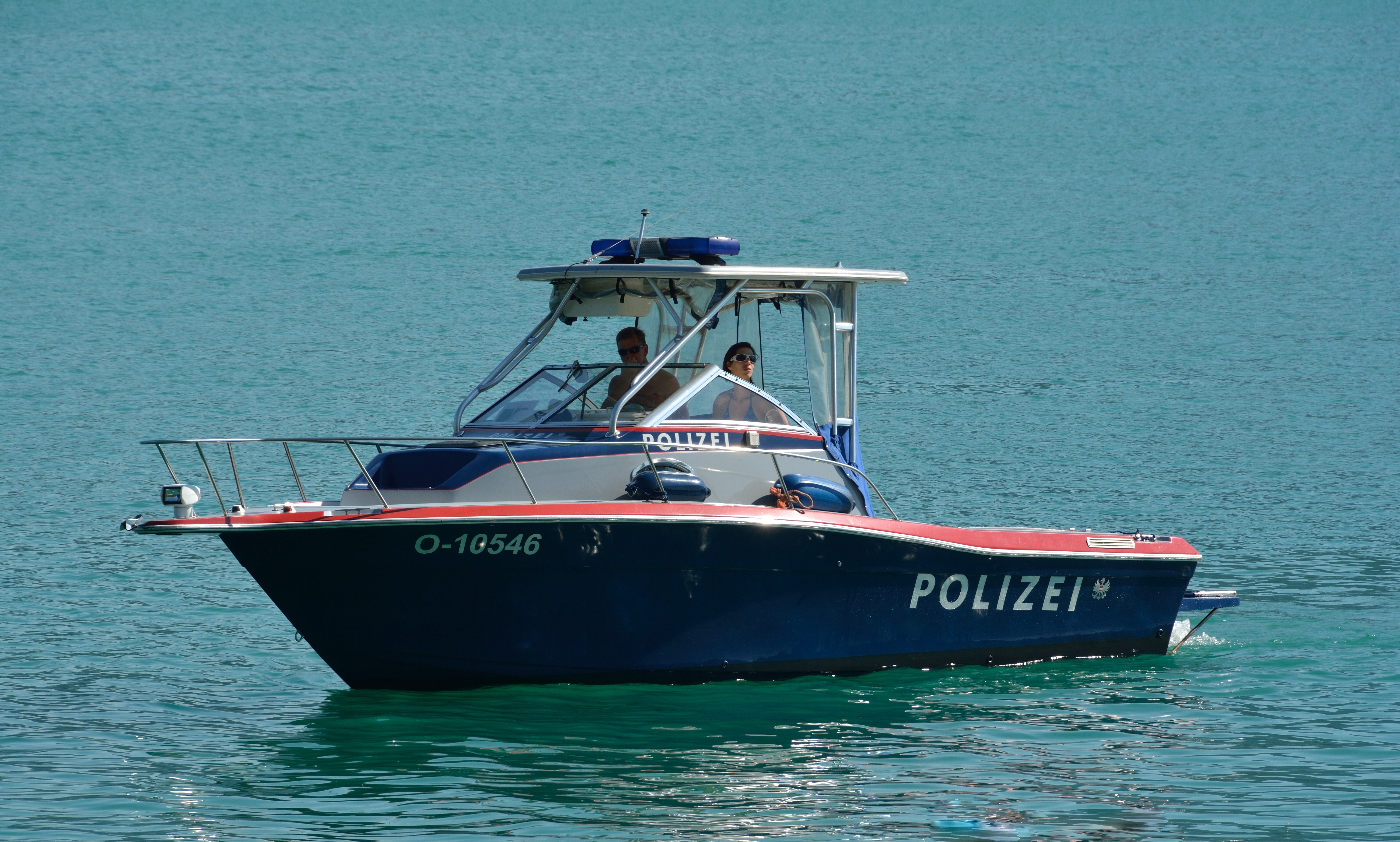
Bateau de la police fluviale autrichienne.

« Police fluviale » un terme générique qui désigne toutes les missions de police sur les cours d'eau et par extension également sur les plans d'eau. Celle ci s'appuie sur des matériels spécifiques tels des embarcations à moteur hors-bord ou encore du matériel de plongée sous-marine.

## Types d'embarcations employées

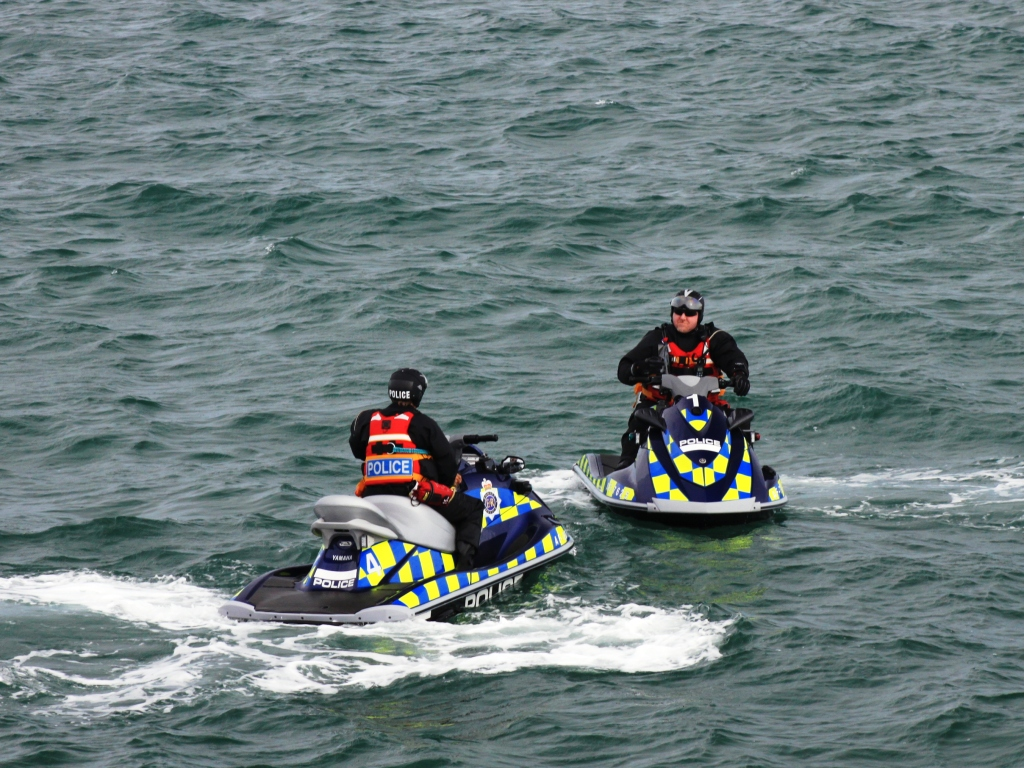
Scooters des mers de la police fluviale britannique.

- Vedette,
- Bateau semi-rigide,
- Canot pneumatique,
- Scooter des mers.

## Particularités géographiques

### En Allemagne
La Wasserschutzpolizei (WSP) (en français : « police de la protection de l'eau »)  est une unité organisationnelle des Polices d'État allemandes, qui est responsable du respect des réglementations maritimes et fluviales, de la sécurité dans le domaine de la navigation, de la protection de l'environnement et, selon le Land, des mesures policières aux frontières.

### Aux États-Unis
Aux États-Unis une partie de la mission de police fluviale est réalisée par l'US Coast Guard, notamment les missions de remorquage et de dragage. Pour les missions plus classiques cette unité dispose d'embarcations spécialement adaptées. 
Les services de police locaux disposent aussi de police fluviale, tel le NYPD.

### En France

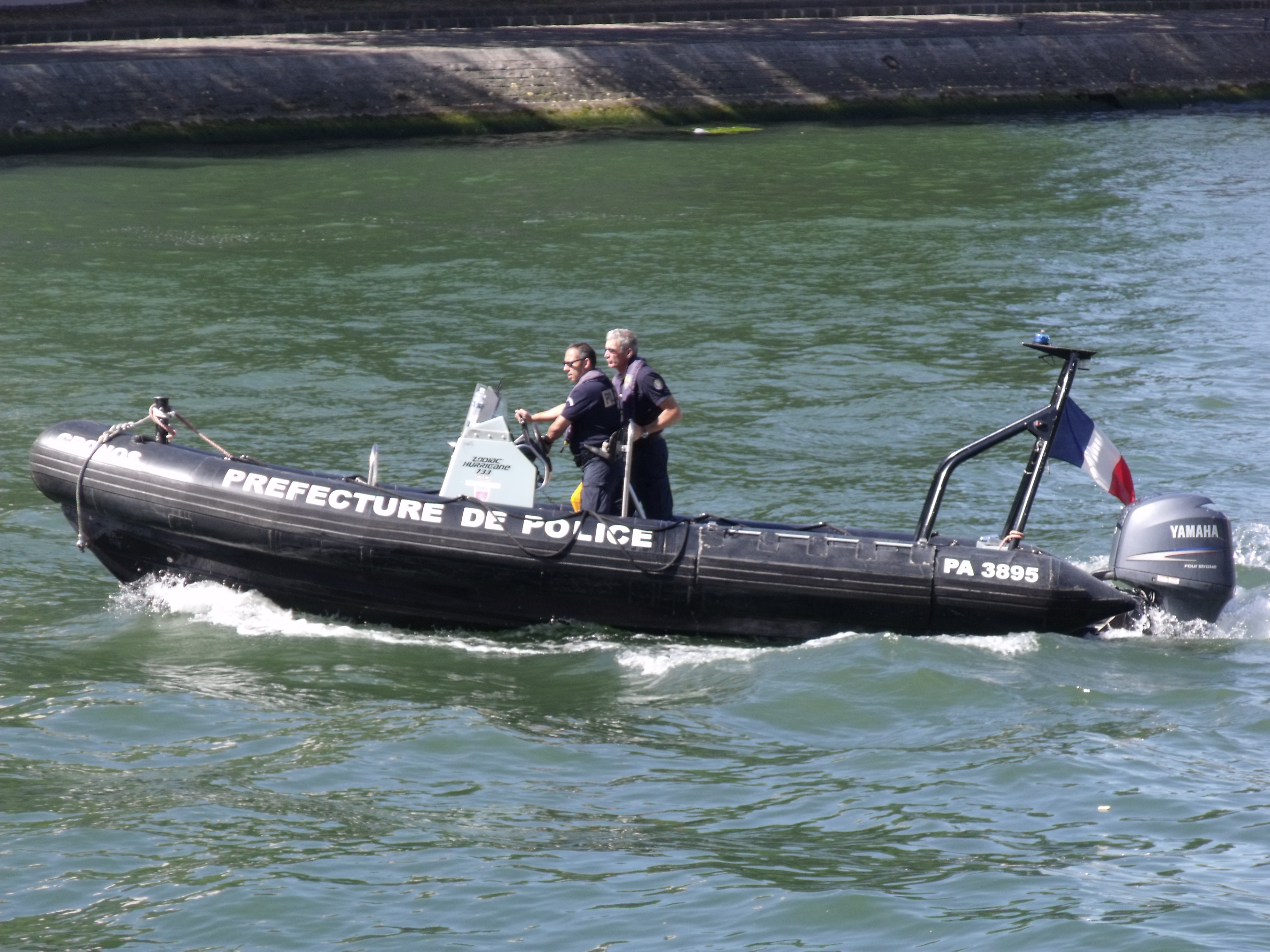
Canot d'intervention de la Police Nationale sur la Seine à Paris.

En France la mission de police fluviale est remplie aussi par la Gendarmerie nationale (brigades nautiques et fluviales) et la Police nationale. Lorsque des cours d'eau traversent des agglomérations il se peut alors que cette mission soit remplie par la police municipale. Pour des secteurs plus ruraux ou lorsqu'il y a une plus grande prise en compte du domaine environnemental par les élus locaux, cette mission ou pour partie, est ou peut être assurée par des gardes champêtres.

#### À Paris

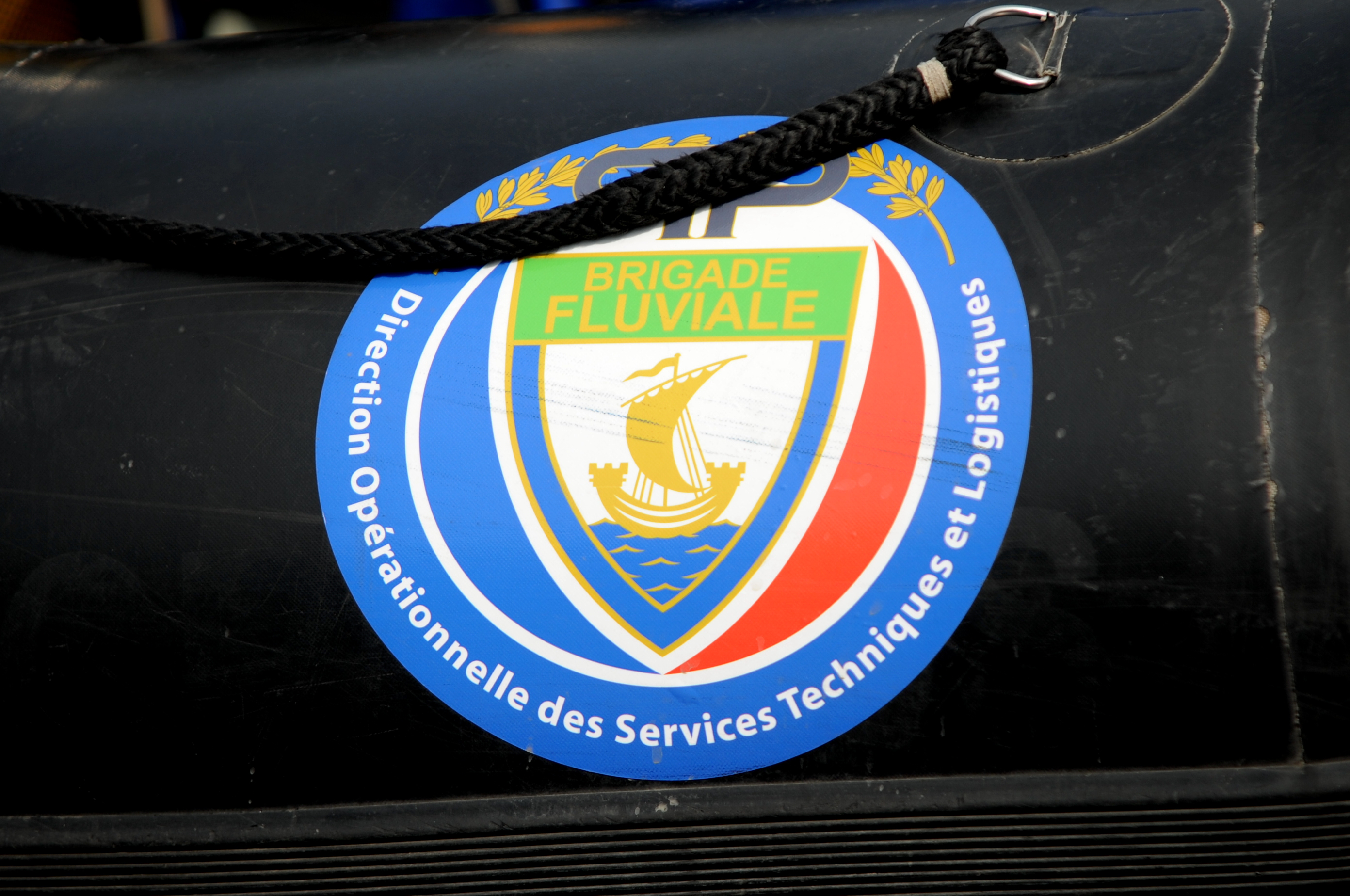
Blason de la Brigade Fluviale de la Police à Paris, photographié sur un bateau le 29 juin 2010.

La Seine à Paris dispose depuis 1900 de sa propre police fluviale, rattachée organiquement à la DOSTL et qui assure les missions de police mais aussi de sauvetage aquatique. Les éléments de la police fluviale parisienne sont également formés à assister les unités d'élites telles la Brigade de recherche et d'intervention et/ou le RAID.
À Paris la police fluviale arme également un remorqueur-pousseur fluvial :  l'Île-de-France.

### En Suisse

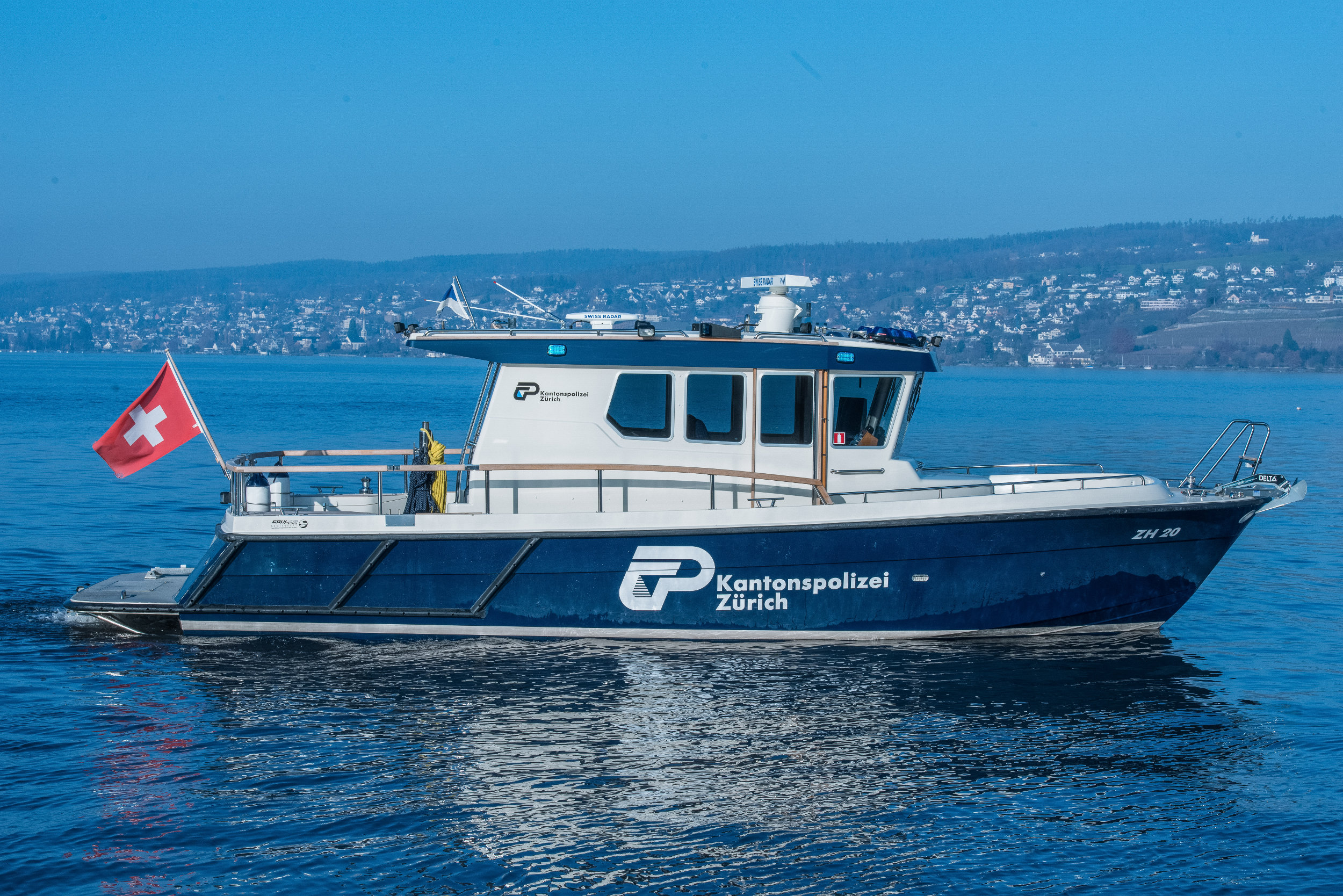
Vedette de la police du lac du canton de Zurich, basé à Oberrieden

En Suisse la mission de police lacustre et fluviale est remplie par des polices cantonales, seule la ville de Zurich possède également une brigade fluviale. Ces unités de police spécialisées portent différents noms : Brigade fluviale (VS), Brigade du Lac (VD), Gewässerpolizei (AG, ZG), Police du Lac/Seepolizei (BE, FR, SG, TG, ZH), Police de la navigation (GE), Rheinpolizei (BS), Wasserpolizei (LU), Wasserschutzpolizei (Zürich).
Les missions de polices en lien avec l'environnement sont en général du ressort des services de police de l’environnement cantonaux (garde-faune, garde-pêche).

## Dans la culture populaire
En 1993 le film américain Piège en eaux troubles suit le quotidien d'un policier d'une brigade fluviale de la ville de Pittsburgh.